# Герб Чернігова
Герб Черні́гова — символ міського самоврядування Чернігова, затверджений 1 грудня 1992 року Чернігівською міською радою; в срібному тлі чорний з золотими дзьобом та кігтями і червоними очима та язиком коронований золотом орел тримає в лівій лапі довгий золотий хрест в перев'яз.
Чинний герб базується на гербі міста Чернігів і Чернігівщини XVIII—XX століть.

## Історія

### Русь
За легендами це за часів Русі символом Чернігівського князівства був чорний орел. І.Василевський, прибічник теорії часткового індоіранського впливу на релігійний світогляд слов'ян того часу, пов'язував цей символ як ймовірну місцеву стилізацію Ґаруди.

### Литовсько-Польська та козацька доба

Печатка з гербом Чернігова 1623–1781 рр.

Власний міський герб Чернігів отримав доволі пізно, оскільки тривалий час перебував у складі Московського царства, де не існувало магдебурзьке право. За Деулінським трактатом 1618 року місто увійшло до складу Речі Посполитої і король Сигізмунд III надав йому у 1623 році привілей на самоврядування за магдебурзьким правом і гербом. На гербі міста зображався святий Владислав у лицарському обладунку, мечем при боці і червоною корогвою (на ній хрест) у правій руці. Святий Владислав був покровителем королевича Владислава, який на той час виконував функцію адміністратора Чернігово-Сіверської землі. Зображення такого герба використовувалося на міських печатках Чернігова.
Герб Чернігівського воєводства затверджений на сеймі у 1633 р. Він зображував чорного двоголового орла з розпущеними крилами, увінчаного однією короною. Інколи груди орла прикрашав особистий вензель покровителя воєводства королевича Владислава.
У середині XVII століття, після утворення козацької Гетьманщини і її входження до Московського царства, двоголовий орел Чернігівщини у московській геральдиці був замінений одноголовим орлом з хрестом в лапі як символом колиски християнства на Русі (1672 р.). Московський уряд залишив за собою монопольне право на володіння емблемою двоглавого орла. До кінця XVIII століття Чернігівський полк використовував на своїй печатці герб з одноголовим орлом, а магістрат міста Чернігова продовжував уживати герб часів Речі Посполитої із зображенням святого Владислава.

### Імперська доба
Після ліквідації автономії Гетьманщини Чернігів став з 1781 року центром Чернігівського намісництва. Гербом намісництва став одноголовий орел Чернігівського полку, затверджений імператорським декретом від 4 червня 1782 року, одноголовий орел став гербом міста і Чернігівської губернії.[джерело?]
Герб Чернігівської губернії та міста уточнено 8 грудня 1856 р. Герб являв собою в срібному полі чорного коронованого орла, що тримає за собою в кігтях лівої лапи довгий золотий хрест, нахилений до правого кута щита; кігті орла золоті, язик червоний. Щит увінчаний Імператорською короною і обрамований золотим дубовим листям, що оповите Андріївською стрічкою.

### Радянська доба
Затверджений 15.03.1969 р. рішенням I сесії XII скликання міської ради. Щит розтятий лазуровим і червоним. У центрі поставлений у стовп золотий колос. У правій частині — срібна стародавня гармата, обернена вліво. У лівій — срібна реторта і шпуля на ній. У базі щита — розтятий нитяний шипоподібний пояс змінних з полями тинктур. У главі золотого картуша — чорна назва міста українською мовою, у його базі — серп і молот.
Колосся — символ центру сільськогосподарської області. Гармата — символ фортеці. Реторта і шпуля символізують основні напрямки промисловості — виробництво синтетичних волокон і сукняний комбінат. Хвилі символізують ріку Десну. Автор — А.Лемешко.

### Сучасність
Відповідно до рішення міської Ради народних депутатів від 12 листопада 1992 року «Про герб міста Чернігова» (14 сесії 21 скликання), Концепції герба міста Чернігова, що була прийнята 27 березня 1992 року на 11 сесії міської ради, виконком міської ради народних депутатів (рішення № 332 від 1 грудня 1992 року) вирішив:
1. Затвердити герб міста по опису та малюнку, які додаються.
2. Питання про скасування рішення міської Ради депутатів трудящих від 25 березня 1969 року (1 сесія 12 скликання), яким був затверджений герб міста Чернігова, внести на розгляд чергової сесії міської Ради народних депутатів.
Опис, трактування та історичне обґрунтування нової модифікації герба міста Чернігова
Дана розробка герба міста Чернігова є результатом процесу вивчення, узагальнення та використання наявних історичних джерел для відтворення досконалішої високохудожньої моделі герба.
Основними причинами, що викликали необхідність створення нової модифікації історичного герба, є:
а) невисокий художній та виконавчий рівень існуючого зображення;
б) відсутність чітко вираженої самобутності в існуючих зображеннях;
в) невідповідність сучасним загальноприйнятим вимогам геральдики;
г) відсутність пропорційної завершеності.
При розробці нової варіації герба був зроблений аналіз та зіставлення як загальнооб'єднуючих ознак в існуючих історичних зображеннях чернігівського герба та емблем, так і оцінка відмінних ознак.
На підставі отриманих даних був створений збірний цілісний образ.
Наступне художнє рішення дозволило створити зображення з більш яскраво вираженою самобутністю та історичністю. При цьому вдалося досягти художньої виразності, витонченості та пропорційної завершеності. Перевагою таких образотворчих рішень в геральдиці завжди було поєднання строгості та витонченості ліній.
Історичний герб міста Чернігова являє собою срібний гербовий щит, на фоні якого зображений чорний одноголовий орел зі специфічно розправленими крилами. Гордо витягнута шия, високо піднята голова, розкритий дзьоб з викидом язика символізують всепереможний та життєствердний початок, силу, тріумф. Широко розставлені лапи, традиційні для зображення чернігівського орла, доповнюють загальне враження сили та відваги. В лівій лапі орла знаходиться золотий хрест, що символізує духовні основи, значення та вплив християнства у багатовіковому житті міста, одного з найвпливовіших духовних центрів нашої Вітчизни, який надав невичерпну плеяду подвижників православ'я.
Голову орла увінчує золота п'ятикінечна баштова (міська) корона — символ належності даного герба місту.

## Галерея

Уявний символ Чернігівського Князівства[джерело?]
Герб Чернігова (1623-1782).
Герб Чернігова на печатці XVIII ст.
Герб Чернігівського воєводства.
Альтернативний герб Чернігівського воєводства.
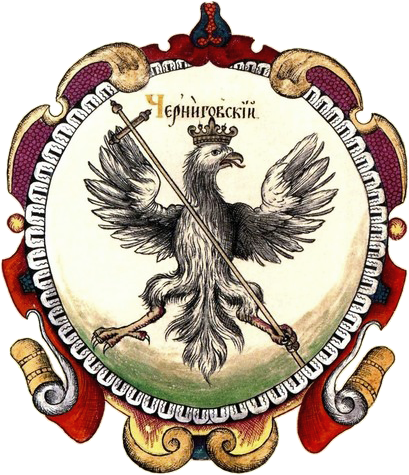
Герб Чернігівський у «Царському титулярнику» (1672)
Герб Чернігівського полку, намісництва, губернії (до 1859 р.) та Чернігова (1782-1859).
Герб Чернігова (1859-1919 (проект Кене).
Герб Чернігова (1969-1992).
Герб Чернігова на сучасному прапорі міста.